# Гришенков, Максим Игоревич
Максим Игоревич Гришенков (род. 21 декабря 1982, Новосибирск) — российский артист балета, ведущий солист Новосибирского оперного театра.

## Биография
Родился 21 декабря 1982 года в Новосибирске.
В 2001 году окончил Новосибирское государственное хореографическое училище, после чего был принят в труппу Новосибирского театра оперы и балета.
Гастролировал с театральной труппой в Испании, Португалии, Италии, Таиланде, Китае, Японии, Южной Корее, Канаде.

## Репертуар
- «Лебединое озеро» П. Чайковского — Шут
- «Спящая красавица (балет)» П. Чайковского — Голубая птица
- «Щелкунчик» П. Чайковского — Китайский танец, Арап
- «Жизель» А. Адана — Вставное па де де
- «Корсар» А. Адана — Али, Ланкедем, Бирбанто
- «Дон Кихот» — Базиль
- «Баядерка» Л. Минкуса — Магедавея, Золотой божок
- «Половецкие пляски» А. Бородина — Куман
- «Князь Игорь» А. Бородина
- «Золушка» С. Прокофьева — Принц
- «Коппелия» Л. Делиба — Франц
- «Па де де» П. Чайковского — Солист
- «Бессмертие в любви» на музыку Ф. Гласса — Шестерка солистов
- «Who cares?» на музыку Дж. Гершвина — Пятерка солистов
- «Спартак» А. Хачатуряна — Спартак
- «Кармен» Ж. Бизе — Тройка бандитов

## Семья
- Дед — Леонид Васильевич Гришенков, танцор, заслуженный артист РСФСР (1961)
- Отец — Игорь Леонидович Гришенков, танцор, заслуженный артист РСФСР (1989)
- Мать — Людмила Григорьевна Варфоломеева, солистка, заслуженная артистка Российской Федерации.
- Брат — Андрей Владимирович Лазарев, солист[1]

## Награды
В 2014 году удостоен диплома фестиваля «Золотая маска» в номинации «Лучшая мужская роль» за игру в балете «Пульчинелла».